# Fran Trankvil Andreis
Fran Trankvil Andreis ↓n1 (lat. Andronicus Tranquillus Parthenius, Tranquillus Parthenius Andronicus Dalmata; Trogir, 1490. − Trogir, 1571.), humanistički književnik i diplomat. 

## Životopis
Studirao je u Dubrovniku, Padovi i drugim talijanskim sveučilištima, u Beču, Ingolstadtu i Leipzigu. Njegov obilni znanstveni i književni rad na latinskom jeziku obuhvaća rasprave, dijaloge, poslanice i stihove. Posebno je zanimljiva poslanica u kojoj slika stanje u Ugarskoj nakon mohačke bitke (1526.) te poslanica papi Piju V. u kojoj oštro kritizira crkvene političare. Od posebne je važnosti njegova heksametarska Oratio (istovremeno "Molitva" i "Govor"), tiskana 1518. u Augsburgu, u kojoj opominje Nijemce na osmanlijsku opasnost koja prijeti cijeloj Europi. Surađivao je i s poljskim humanistima. Erazmo Roterdamski ga je uvrstio kao subesjednika u svoj Convivium poeticum.

## Poveznice
- Andreis (Andrašević, Andreašević, Andrejević)
- Ivan Andreis
- Matej Andreis
- Nikola Andreis
- Pavao Andreis
- Petar Andreis
- Trankvil Andreis stariji
- Vinko Andreis

## Napomena
- ↑n1  Također poznat i kao Frane Trankvil Andreis, Franjo Trankvil Andreis, Andronik Dalmatinac, Trankvilo Andreašević, Trankvilo de Andreis (Andrašević), Andronik Dalmatinac, Fran Trankvil Andreis-Andrejević